# Macrodes cynaralis
Macrodes cynaralis är en fjärilsart som beskrevs av Jacob Hübner 1856. Macrodes cynaralis ingår i släktet Macrodes och familjen nattflyn. Inga underarter finns listade i Catalogue of Life.